# Ida Roland
 (avril 2014).
Si vous disposez d'ouvrages ou d'articles de référence ou si vous connaissez des sites web de qualité traitant du thème abordé ici, merci de compléter l'article en donnant les références utiles à sa vérifiabilité et en les liant à la section « Notes et références ».
Pour les articles homonymes, voir Roland (homonymie) et Klausner.
Ida Roland (18 février 1881, Vienne - 27 mars 1951, Nyon, Suisse), née Ida Klausner, est une actrice juive autrichienne et allemande.
Sa carrière commence à Innsbruck. De 1924 à 1927, elle participe au programme musical du Burgtheater à Vienne. De 1927 à 1929, elle triomphe au Theater in der Josefstadt, puis revient au Burgtheater de 1935 à 1937.  D'origine juive, elle fuit l'Autriche en 1938 et vit de 1940 à 1945 à New York avant de devenir résidente suisse.
Elle fut l'épouse de Richard Nikolaus de Coudenhove-Kalergi, de 13 ans son cadet avec qui elle a deux fils.